# Andreï Tourtchak
Andreï Anatolievitch Tourtchak (en russe : Андре́й Анато́льевич Турча́к), né le 20 décembre 1975 à Léningrad (aujourd'hui Saint-Pétersbourg), est un homme d'État et une personnalité politique russe. Il est le chef de la république de l'Altaï depuis le 4 juin 2024, et est également secrétaire du Conseil général de Russie unie de 2017 à 2024.

## Biographie
Il a été le cinquième gouverneur de l'oblast de Pskov (2009-2017) et sénateur de l'oblast de Pskov (2017-2024, 2007-2009).  En étant nommé gouverneur à l'âge de 33 ans, il était devenu l'un des plus jeunes gouverneurs de Russie. 
En 2013, Alexeï Navalny a publié des documents montrant que Tourtchak avait négligé de déclarer une villa de 1,7 million de dollars qu'il avait achetée à Nice sur la côte d'Azur, une omission illégale au regard de la loi russe. 
En 2015, le journaliste Oleg Kachine a accusé Tourtchak d'avoir ordonné une attaque qui a laissé Kachine dans le coma avec une fracture du crâne. Kachine a affirmé que Tourtchak avait organisé l'attaque en réponse à un article de blog critique,,. 
Tourtchak est un ardent partisan de Vladimir Poutine. En mars 2022, Tourtchak a accusé l'ancien vice-premier ministre russe et actuel président de la Fédération internationale des échecs Arkadi Dvorkovitch de « trahison nationale » et a appelé à son « renvoi immédiat en disgrâce », déclarant : « Ce n'est rien d'autre qu'une trahison nationale, le comportement du cinquième dont le président [de la Russie] a parlé aujourd'hui », après que Dvorkovitch ait critiqué l'invasion russe de l'Ukraine en 2022 et déclaré que ses pensées allaient « avec les civils ukrainiens ».
Début mai 2022, Tourtchak s'est rendu dans la ville de Marioupol occupée par les Russes et a participé à l'inauguration d'une statue d'une vieille femme tenant le drapeau soviétique,. 
En mai 2022, il s'est rendu à Kherson occupée et a déclaré : « Je voudrais, une fois de plus, dire aux habitants de la région de Kherson que la Russie est là pour toujours. Il ne devrait y avoir aucun doute là-dessus ».  Les forces ukrainiennes ont repris Kherson début novembre 2022. 
En juillet 2022, Tourtchak a visité la ville de Koupiansk , dans l'est de l'Ukraine , qui avait récemment été capturée par les troupes russes. « De toute évidence, la Russie est là pour toujours », a déclaré Tourtchak devant la caméra. Les forces ukrainiennes ont repris Koupiansk début septembre 2022. 
Le 7 septembre 2022, Tourtchak a déclaré qu'il « serait juste et symbolique » d'organiser des référendums d'annexion dans l'Ukraine occupée par la Russie le 4 novembre, jour de l'unité de la Russie. 
le 4 juin 2024, il est nommé chef de la république de l'Altaï par intérim, en remplacement d'Oleg Khorokhordine, démissionnaire. Le 8 septembre suivant, il est élu à cette fonction.

## Sanctions
Il est sanctionné par le gouvernement britannique en 2022 dans le cadre de la guerre russo-ukrainienne.